# Fragma (zespół muzyczny)
Fragma – niemiecki projekt dance'owy, który tworzą Ramon Zenker, Dirk Duderstadt, Marco Duderstadt i Daniela Klein.
Jego początki sięgają 1998 roku, kiedy dzięki współpracy braci Duderstadt i Zenkera powstała piosenka Toca Me. Singiel, który został wydany rok później, podbił nie tylko europejskie listy przebojów muzyki dance – w Wielkiej Brytanii piosenka dotarła do 11. miejsca UK Singles Chart.
W roku 2000 ukazał się mash-up Toca’s Miracle, zawierający muzykę z Toca Me i wokal z I Need A Miracle Coco Star z roku 1997. Utwór od razu trafił na 1. miejsce zestawienia na Wyspach, ogromną popularnością cieszył się także w Irlandii i Australii w tym samym roku Toca Me pojawiło się w filmie Chłopaki na Ibizie wraz z remiksem Inpetto. W roku 2001 premierę miał pierwszy album Fragmy, zatytułowany "Toca". Również kolejne dwa single z tej płyty (Everytime You Need Me i You Are Alive) doskonale radziły sobie na listach przebojów. Rok 2002 to nowe studio, które założyli bracia Duderstadt oraz drugi album, zatytułowany "Embrace" z singlami Say That You're Here czy Embrace Me. W kolejnych czterech latach Dirk i Marco zaangażowali się w projekt Duderstadts. Fragma przypomniała o sobie w roku 2006 singlem Radio Waves oraz mash-upem Tocastorm. Dwa lata później ukazał się singiel Toca’s Miracle 2008, który podbił światowe listy przebojów muzyki dance – 1. miejsce na liście Brazil Dance Charts, 2. miejsce na Australian ARIA Club Chart, oraz 1. miejsce na Top 5 World Dance Charts.
W drugiej połowie 2008 roku pojawił się singiel Memory, który odniósł spory sukces, szczególnie w Niemczech. 11 listopada 2009 roku odbyła się premiera utworu Forever and a Day.

## Dyskografia

### Albumy
- 2001: Toca
- 2002: Embrace

### Single
- 1999: Toca Me
- 2000: Toca’s Miracle
- 2000: Everytime You Need Me (feat. Maria Rubia)
- 2001: Say That You're Here
- 2001: You Are Alive (feat. Damae)
- 2002: Embrace Me
- 2002: Maybe it's you
- 2002: Time and Time Again
- 2003: Man in the Moon
- 2006: Radio Waves (feat. Kirsty Hawkshaw)
- 2006: Tocastorm
- 2007: Deeper
- 2008: Toca’s Miracle 2008
- 2008: Memory
- 2009: Forever and a Day
- 2010: What Do You Want (feat. Jesus Luz)
- 2011: Oops Sorry
- 2011: Everytime You Need Me 2011 (feat. Damae)
- 2011: What Love Can Do (feat. Plastik Funk)